# Lobocleta substrigata
Lobocleta substrigata är en fjärilsart som beskrevs av W. Warren 1900. Lobocleta substrigata ingår i släktet Lobocleta och familjen mätare. Inga underarter finns listade i Catalogue of Life.